# Diplocolea
Diplocolea là một chi rêu trong họ Jungermanniaceae.